# مستودع نفط

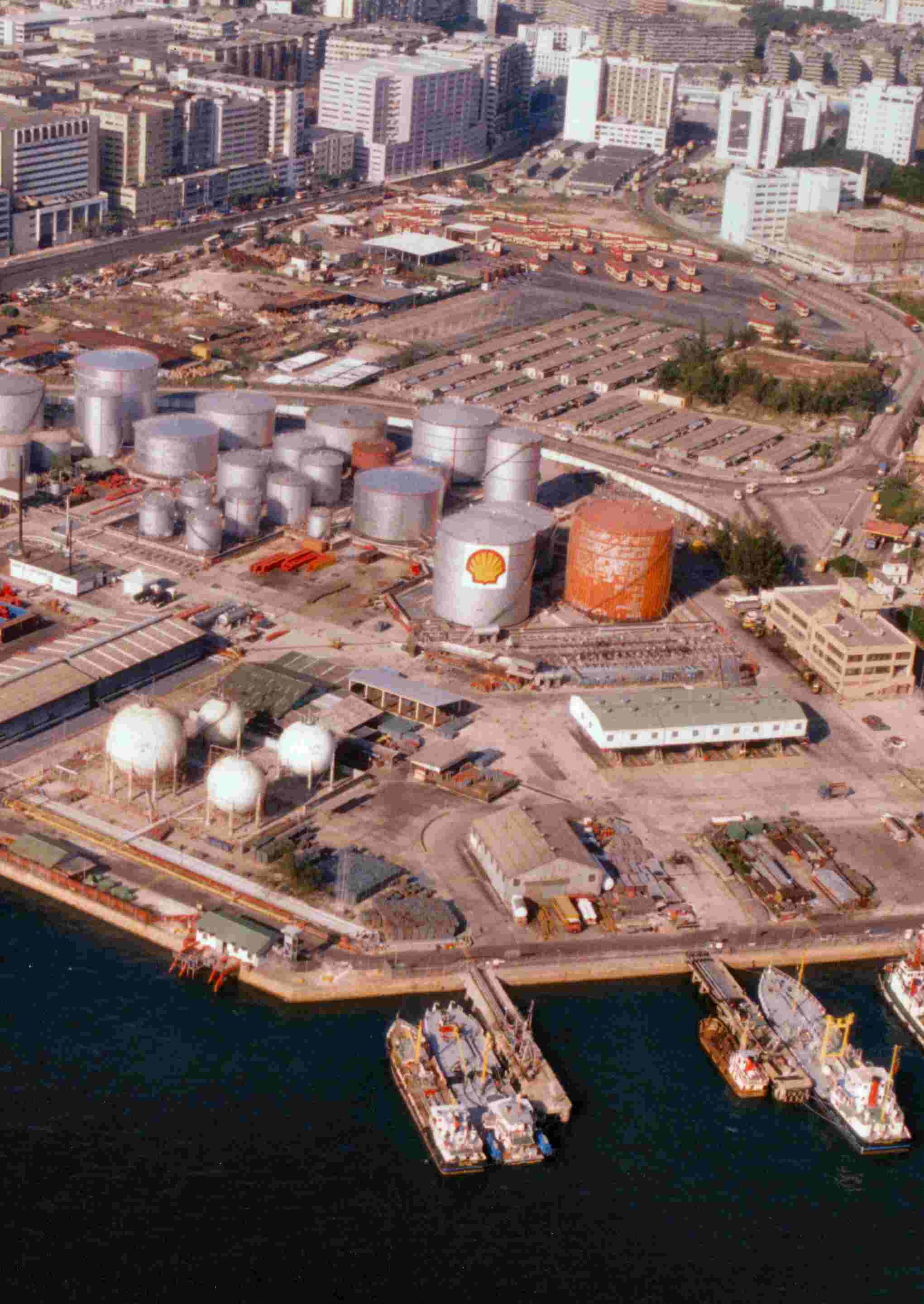
مستودع نفط في كولون, هونغ كونغ

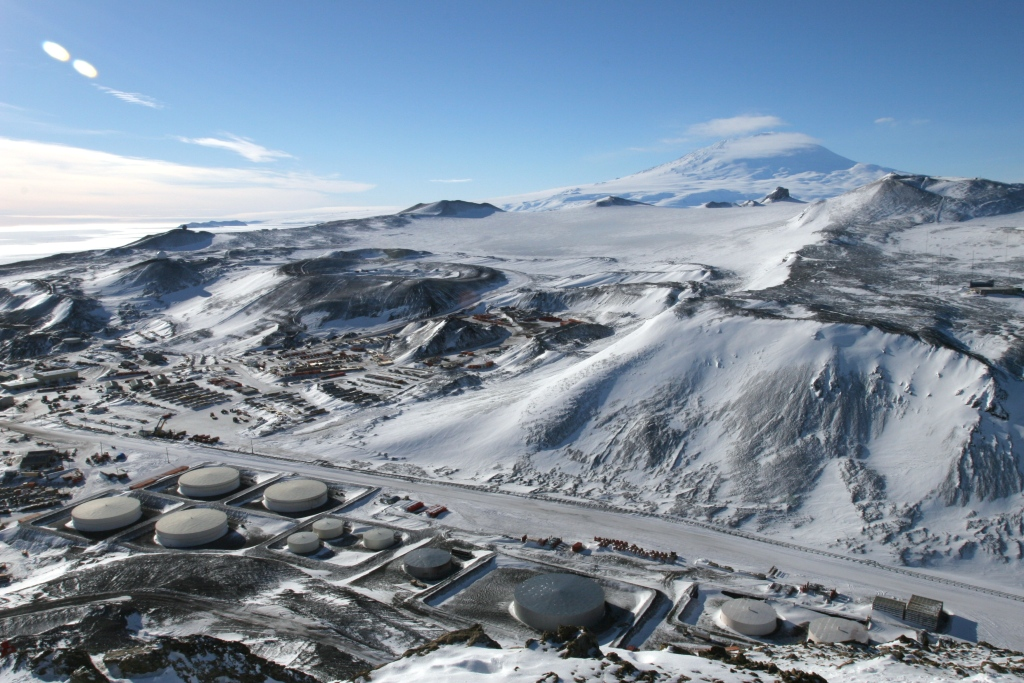
صهريج تخزين في محطة ماكموردو, أنتركاتيكا

مستودع النفط منشأة بها كذا خزان تخزين نفط أو مواد بتروكيماوية لغرض تحميله أو توزيعه لاحقا. تُنقل عبرها هذه المنتجات للمستهلك النهائي أو لمنشآت تخزين أخرى. قد تكون الخزانات فوق الأرض أو تحتها، وتضم المنشأة مضخات لتفريغ المنتجات في صهاريج النقل أو غيرها من المركبات (مثل السفن الناقلة للنفط) أو خطوط الأنابيب. 
تبنى مستودعات النفط عادةً بالقرب من محطات التكرير أو في المواقع التي يمكن خلالها للناقلات البحرية تفريغ حمولتها. وقد تربطها بمواقع الاستخراج خطوط أنابيب أو سكة حديد أو مقرات الشاحنات الناقلة للنفط والتي تسمى صهاريج.
ويعتبر مستودع النفط منشأة بسيطة نسبيًا، وهذا لعدم تضمن عمليات التشغيل على معالجة (في غالبية الحالات) أو غير ذلك من التحويلات التي تُجرى عبر الموقع. وتعتبر المنتجات التي تصل إلى مستودع النفط من معامل التكرير في حالتها النهائية المناسبة للتوصيل إلى المستهلكين. وفي بعض الأحيان، يمكن حقن المنتجات ببعض الإضافات في صهاريجها، وعادةً لا يوجد مصنع تصنيع بموقع المستودعات. وتتضمن المستودعات الحديثة نفس أنواع الصهاريج وخطوط الأنابيب والروافع التي كانت موجودة بالماضي، وذلك بالرغم من الاعتماد الكبير على التشغيل الآلي بالموقع، حيث لا تزال تحدث تغييرات قليلة بارزة في الأنشطة التشغيلية بالمستودعات مع مرور الوقت.

## الصحة والسلامة والبيئة
أحد الموضوعات المهمة هو قضية الصحة والسلامة والبيئة (HSE)؛ حيث ينبغي على عمال التشغيل بالمستودع ضمان تخزين المنتجات ومعالجتها بصورة آمنة. فينبغي عدم وجود تسريبات وغير ذلك مما قد يؤدي لتدمير التربة أو السطح المائي الجوفي. 

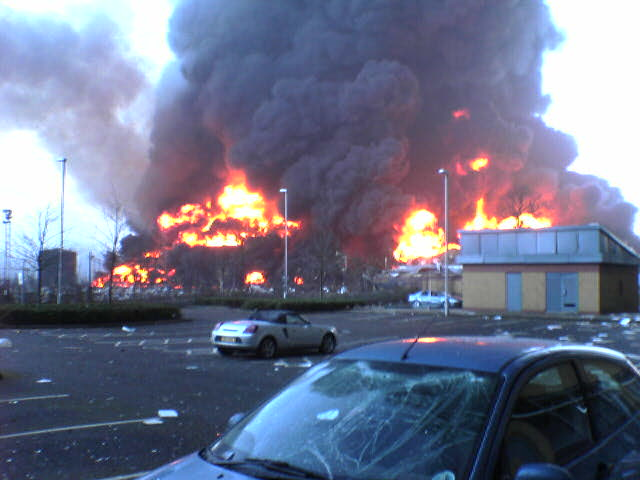
حريق هائل في بانسفيلد مستودع نفط, المملكة المتحدة ديسمبر 2005

وتأتي الحماية من حدوث الحرائق على رأس الاهتمامات وخاصة للمنتجات الأكثر قابلية للاشتعال مثل الوقود (وقود السيارات) ووقود الطائرات.

## حق الملكية
تنقسم ملكية مستودعات النفط إلى ثلاث فئات أساسية:
- حق ملكية فردية لشركة نفط. وهذا يتحقق عندما تمتلك شركة النفط المستودع وتقوم بتشغيله بمعرفتها.
- حق الملكية المشترك أو الاتحادي؛ حيث تمتلك شركتان أو أكثر مستودع النفط معًا وتتشاركان في تكلفة التشغيل.
- الملكية المستقلة؛ حيث لا يمتلك المستودع أيًا من شركات النفط ولكن يمتلكه شركة منفصلة تمنح شركات النفط وغيرها نفقات حفظ المنتجات ومعالجتها. وتعتبر شركة فوباك الملَكية الهولندية أكبر شركات التشغيل المستقلة العاملة في مجال التحميل، وهذا علاوة على 80 شركة تحميل منتشرة في 30 دولة.[1]

وفي جميع الحالات، يقوم المالكون بتقديم حق«الضيافة» للشركات الأخرى بموقع المنشأة أو مساعدتها في «الحصول على الحقوق» 

### المطارات

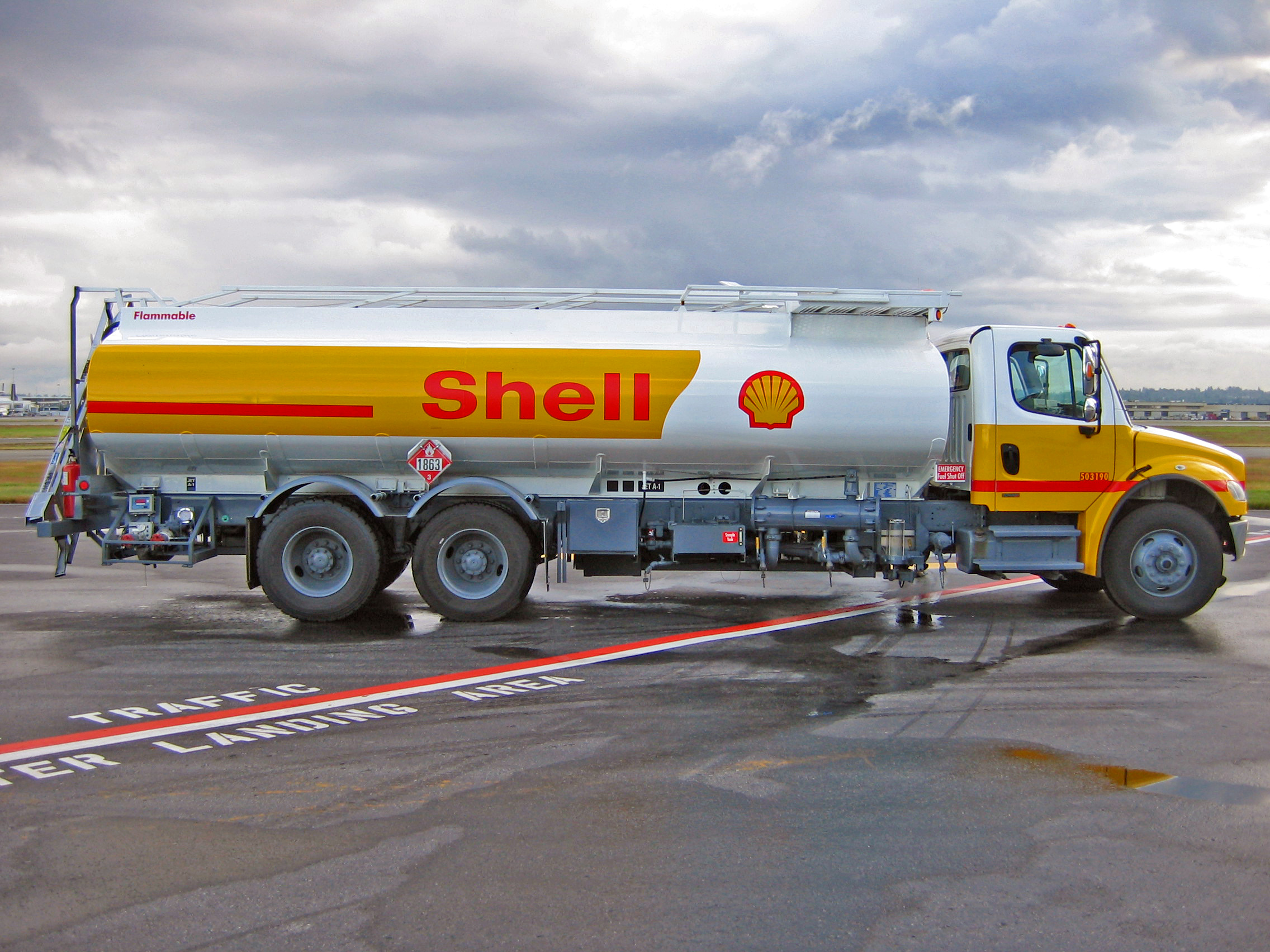
مزود وقود إضافي للطائرات بمطار فانكوفر

وتمتلك غالبية المطارات مستودعات النفط الخاصة بها (عادةً تسمى «حقول صهاريج الوقود»)؛ حيث يتم تخزين وقود الطائرات (الطائرة النفاثة أو وقود 100LL) قبل تفريغه في صهاريج وقود الطائرات. ويتم نقل الوقود من المستودع إلى الطائرة إما من خلال سيارات النقل أو عبر نظام صنبوري.

### اليابان
كانت اليابان، ثالث أكبر مستهلك للنفط في العالم، لديها مخزون محلي يكفي 113 يومًا من طلبات الوقود وذلك المخزون محفوظ بعناية الحكومة، فضلًا عن كمية تكفي 85 يومًا تم تخزينها برعاية القطاع الخاص في نهاية ديسمبر 2010. وفي ضوء هذه المعلومات، يعتبر مخزون الوقود الكلي باليابان في ديسمبر قد بلغ 587,4 مليون برميل. وتطالب اليابان القطاع الخاص بالحفاظ على مخزون من الوقود يكفي 70 يومًا، إلا أنها قللت المدة لتصل إلى 67 يومًا. وبهذا الوضع تسمح لشركات النفط بإنتاج 8.9 مليون برميل من النفط الخام من المخزون الاحتياطي اللازم.